# رضا هيكل
رضا هيكل (مواليد 7 نوفمبر 1990) هو لاعب كرة طائرة مصري، شارك مع ناديه نادي الزمالك في بطولة العالم للأندية للكرة الطائرة للرجال 2012.